# Theys Eluay
Theys Hiyo Eluay, né le 3 novembre 1937 et mort le 10 novembre 2001, est un dirigeant du Présidium du conseil de Papua (Presidium Dewan Papua) et militant pour l'indépendance de la Nouvelle-Guinée occidentale en Indonésie. 

## Biographie

### Etudes et origines
Theys Eluay est issu d'une famille ondoafi originaire du village de Sere. Il suit des cours avancés en primaire (Jongensvervolgschool), puis il étudie la météorologie.

### Carrière politique
Après le départ des hollandais de l'île en 1963, Theys Eluay dénonce à l'armée toute personne pro-hollandaise ou anti-indonésienne. En 1969, il fait partie des 1025 chefs locaux qui votent pour le maintien de la Nouvelle-Guinée occidentale dans l'Indonésie.
En 1971, il devient membre du parlement provincial.
En 1998, à la suite d'une arrestation pour rassemblement illégal, Theys Eluay prend la défense d'une Papouasie occidentale indépendante dans la presse nationale.  Il commence à se faire appeler le grand leader du peuple de Papouasie et son courage force l'admiration. Sa cote de popularité grimpe. L'agenda politique répond à sa demande et un processus d'indépendance se met en place dès 2000.

### Circonstances du décès
En 2001, Theys Eluay est retrouvé assassiné dans sa voiture près de Jayapura, la capitale de la province. La veille au soir, il dînait au centre des Kopassus pour célébrer le jour national des héros. Le rapport d'autopsie fait état de mort par suffocation. L'Institut pour l'étude et la défense des droits de l'homme parle d'enlèvement, de torture et d'assassinat,.
En avril 2003, 4 membres de Kopassus reconnaissent le meurtre par étranglement de Theys Eluay à la suite d'une discussion sur le séparatisme qui a tourné court.